# Орден Золотої Зірки (В'єтнам)
Орден Золотої Зірки (в'єт. Huân chương Sao vàng) — вища нагорода в'єтнамського уряду, яка вручається військовим та цивільним особам за особливі заслуги перед революцією, партією та нацією. Орден було започатковано 6 червня 1947 року за розпорядженням уряду Демократичної Республіки В'єтнам, повторно започатковано — 26 листопада 2003 року.

## Опис

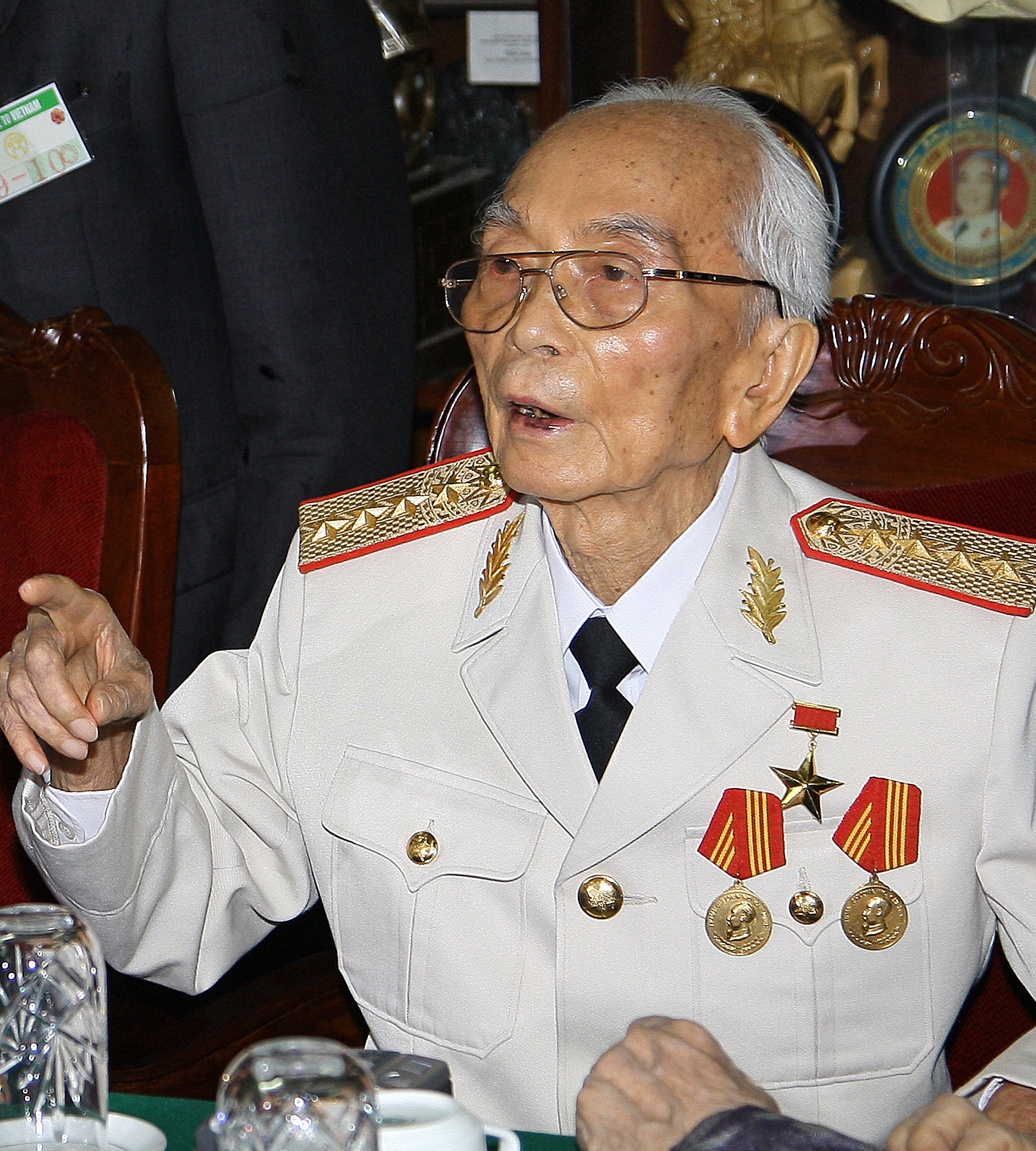
Генерал Во Нгуєн Зяп з орденом Золотої Зірки (старий стиль) між двома орденами Хо Ши Міна

Відповідно до декрету 1947 року знак ордена складався з двох частин: бронзової п'ятипроменевої зірки та червоної шийної стрічки з жовтими краями. 2003 року було ухвалено нову модель, що складалась із трьох частин: п'ятипроменевої зірки, стрічки й ланцюга.

## Відомі нагороджені

### Особи
| Нагороджений      | Роки життя | Посада                                               | Рік нагородження |
| ----------------- | ---------- | ---------------------------------------------------- | ---------------- |
| Тон Дик Тханг     | 1888-1980  | Президент В'єтнаму                                   | 1958             |
| Во Нгуєн Зяп      | нар. 1911  | Генерал, Міністр оборони В'єтнаму                    | 1992             |
| Ле Зуан           | 1907-1986  | Генеральний секретар КПВ                             |                  |
| Чионг Тінь        | 1907-1988  | Президент В'єтнаму, генеральний секретар КПВ         |                  |
| Фам Ван Донг      | 1906-2000  | Прем'єр-міністр В'єтнаму                             | 1990             |
| Фам Хунг          | 1912-1988  | Прем'єр-міністр В'єтнаму                             |                  |
| Нгуєн Ван Лінь    | 1915-1998  | Генеральний секретар КПВ                             |                  |
| Ле Дик Тхо        | 1911-1990  | Голова Центрального організаційного департаменту     |                  |
| Во Ті Конг        | 1912-2011  | Президент В'єтнаму                                   | 1992             |
| Во Ван Кьєт       | 1922-2008  | Прем'єр-міністр В'єтнаму                             | 1997             |
| Ван Тієн Зунг     | 1917-2002  | Генерал, міністр оборони В'єтнаму                    |                  |
| Ле Дик Ань        | нар. 1920  | President of Vietnam, Minister of Defence of Vietnam |                  |
| Нгуєн Хиу Тхо     | 1910-1996  | в.о. президента В'єтнаму                             | 1993             |
| До Миой           | нар. 1917  | Генеральний секретар КПВ, прем'єр-міністр В'єтнаму   |                  |
| Жамбин Батмунх    | 1926-1997  | Президент Монголії                                   |                  |
| Кейсон Пхомвіхан  | 1920-1992  | Президент Лаосу                                      |                  |
| Кхамтай Сіпхандон | нар. 1924  | Президент Лаосу                                      |                  |
| Фідель Кастро     | нар. 1926  | Президент Куби                                       | 1982             |

### Організації
| Нагороджений                    | Рік нагородження         |
| ------------------------------- | ------------------------ |
| Місто Ханой                     | ?, 2004 (двічі)          |
| В'єтнамська народна армія       | тричі                    |
| В'єтнамська народна поліція     | 1980, 1985, 2000 (тричі) |
| Ханойський медичний університет |                          |
| В'єтнамське агентство новин     |                          |